# Johann Peter Werner
Johann Peter Joseph Werner (* 12. Dezember 1798 in Koblenz; † 15. April 1869 ebenda) war ein deutscher Jurist, Politiker und Mitglied der Frankfurter Nationalversammlung.

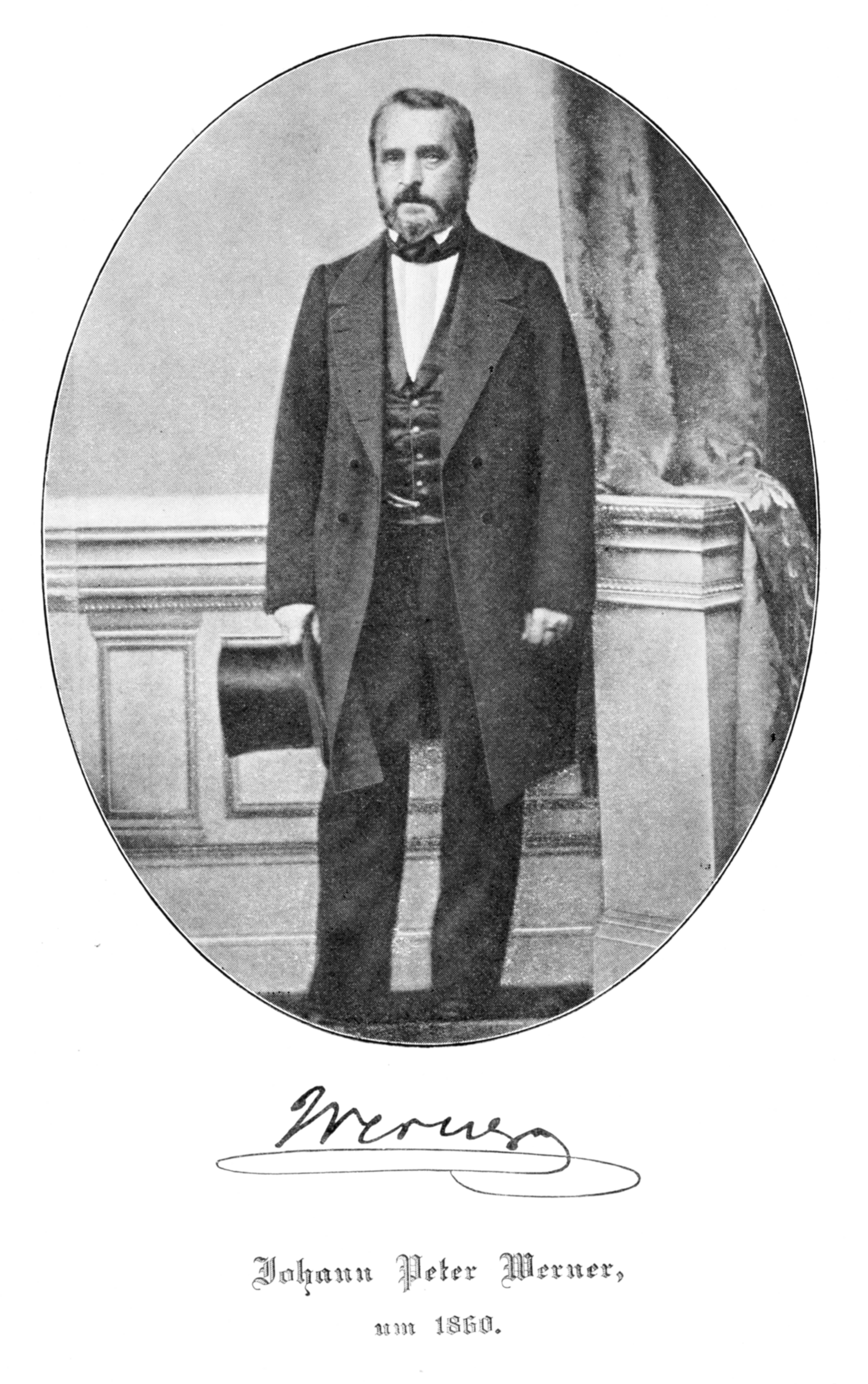
Johann Peter Werner, um 1860

## Leben
Von 1814 bis 1816 arbeitete er als Sekretär bei der Departementdirektion in Koblenz, außerdem von 1815 bis 1816 als Sekretär des Landwehrkreisausschusses des rechten Moselufers und 1816 bis 1717 als Zweiter Sekretär des landrätlichen Kommissars.
Parallel dazu begann er 1815 ein Studium der Rechtswissenschaft an der École Spéciale de Droit in Koblenz, welches 1817 abschloss. Von 1817 bis 1818 diente er als Freiwilliger. Anschließend studierte er 1819 bis 1822 in Bonn und Heidelberg die Rechtswissenschaften weiter. In Bonn schloss er sich der Burschenschaft Alte Germania Bonn an.
1822–23 war er Auskultator, 1823–26 Referendar und 1826–69 als Advokat beim Landgericht in Koblenz tätig. 1831 wurde er zum Justizrat ernannt.
In den 1840ern wurde er Mitglied des Koblenzer Hilfsvereins für den Zentral-Dombau-Verein zu Köln. 1847 bis 1869 war Werner Mitglied der Abgeordnetenversammlung in Koblenz.
Im Revolutionsjahr 1848 war er Verfasser einer Petition, die Pressefreiheit und die Periodizität des Vereinigten Landtags forderte. Die Petition wurde von der Koblenzer Stadtverordnetenversammlung an den preußischen König übermittelt. Außerdem wurde er Hauptmann der Bürgerwehr. Für den Wahlkreis 10, Provinz Rheinland (Kaisersesch) wurde er in das Paulskirchenparlament entsandt. Er war Angehöriger der Fraktionen Württemberger Hof und Schriftführer des Prioritätsausschusses. Außerdem war er Mitglied des Blum-Günther- und Zentralgewalt-Ausschusses.
Im Jahr 1849 wurde er Präsident der Versammlung der rheinischen Gemeindeverordneten in Köln, Mitglied des Landesausschusses der Volksvereine in Baden und der provisorischen Regierung.
1855 wurde Werner Ehrenmitglied der Allgemeinen Landesstiftung zur Unterstützung der Veteranen und invaliden Krieger. 1860–69 war er Beigeordneter, ab 1869 wiederum Mitglied der Koblenzer Stadtverordnetenversammlung.
Von 1865 bis 1869 war er Gymnasial-Verwaltungsrat in Koblenz.